# 松土美智子
松土 美智子（まつど みちこ、1975年4月8日 - ）は、フリーアナウンサー。
千葉県市川市出身。成蹊大学卒業。新潟テレビ21に1998年入社、2001年12月に退社してフリーに転向し、テレビ金沢で情報キャスターを務めていた。

## 出演していた番組
- グットモーニングいばらき - ウェイバックマシン（1999年11月27日アーカイブ分）
- 小野沢裕子のいきいきワイド天気コーナー
- NT21ニュース
- 朝だ!生です旅サラダ新潟中継
- うわっと柏崎
- 炎の料理塾（テレビ新潟）
- くらしワイド1130（テレビ金沢）